# Tantilla sertula
Espèce
Statut de conservation UICN

 DD  : Données insuffisantes
Tantilla sertula  est une espèce de serpents de la famille des Colubridae.

## Répartition
Cette espèce est endémique du Guerrero au Mexique.

## Description
L'holotype de Tantilla sertula, une femelle juvénile, mesure 99 mm dont 12 mm pour la queue.

## Étymologie
Son nom d'espèce, dérivé du latin serta, « couronne, guirlande », lui a été donné en référence au motif présent sur le dessus de sa tête.

## Publication originale
- Wilson & Campbell, 2000 : A new species of the Calamarina group of the colubrid snake genus Tantilla (Reptilia: Squamata) from Guerrero, Mexico, with a review of and key to members of the group. Proceedings of the Biological Society of Washington, vol. 113, n. 3, p. 820-827 (texte intégral).